# Novo Selo Palanječko
Novo Selo Palanječko – wieś w Chorwacji, w żupanii sisacko-moslawińskiej, w mieście Sisak. W 2011 roku liczyła 519 mieszkańców.